# Callitris roei
Callitris roei ist eine Pflanzenart aus der Familie der Zypressengewächse (Cupressaceae). Sie ist im südwestlichen Western Australia heimisch.

## Beschreibung
Callitris roei wächst als immergrüner Strauch oder kleiner Baum, der Wuchshöhen von bis zu fünf Metern erreichen kann. Die steifen Äste gehen aufrecht vom Stamm ab und haben gekrümmte Zweige.
Die grünen bis leicht blaugrünen Blätter werden drei bis fünf Millimeter lang. Ihre Rückseite ist gekielt.
Die männlichen Blütenzapfen stehen einzeln an den Zweigen und sind bei einer Länge von bis zu drei Millimetern eiförmig geformt. Die kugeligen bis abgeflacht-kugeligen, weiblichen Zapfen stehen einzeln oder in Gruppen zusammen, haben einen kurzen, steifen Stiel und werden bis zu zwei Zentimeter dick. Jeder Zapfen besteht aus sechs dicken Zapfenschuppen und trägt meist sechs Samenkörner. Sie verbleiben nach der Reife noch mehrere Jahre an den Zweigen, ehe sie die Samen entlassen und abfallen. Die kastanienbraunen Samen haben ein oder zwei ungleichmäßig geformte Flügel, von denen der größere etwa vier Millimeter breit werden kann.

## Verbreitung und Standort
Das natürliche, disjunkte Verbreitungsgebiet von Callitris roei liegt im südwestlichen Teil des australischen Bundesstaat Western Australia. Es erstreckt sich von Bolgart im Norden bis zur Stirling Range im Süden und dem Mount Ragged im Osten.
Callitris roei wird in der Roten Liste der IUCN als „gefährdet“ eingestuft. Es wird jedoch darauf hingewiesen, dass eine erneute Überprüfung der Gefährdung notwendig ist. Als Hauptgefährdungsgrund werden Holzschlägerungen angegeben.

## Systematik
Die Erstbeschreibung als Frenela roei erfolgte 1847 durch Stephan Ladislaus Endlicher in Synopsis Coniferarum, Seite 36. Ferdinand von Mueller überführte die Art im Jahr 1883 in Systematic Census of Australian Plants in die Gattung Callitris.